# Associação Esportiva Ituiutabana

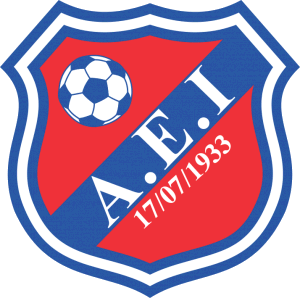
Escudo da Véia

Associação Esportiva Ituiutabana é uma agremiação esportiva sediada em Ituiutaba, no estado de Minas Gerais, Brasil. Também conhecida popularmente como “A Véia”.

## História

### Fundação e primeiras décadas
A Associação Esportiva Ituiutabana foi fundada em 17 de julho de 1933, por meio da fusão entre os clubes Comercial e Associação Atlética Operária. Sua formação conta com participação expressiva de figuras como o Sr. Coleto de Paula, em cuja homenagem foi batizado o estádio do clube.

### Competições e trajetória profissional
- Ingressou no futebol profissional na década de 1980, com participação no Campeonato Mineiro da Segunda Divisão em 1986, além das edições de 1987, 1988 e 1989.[1]
- Na década de 1990, conquistou o título da Copa Triângulo, competição organizada pela Liga do Triângulo História do Futebol.[1]
- Em 2001, foi vice-campeã da Terceira Divisão do Campeonato Mineiro.[1]

### Retorno recente ao futebol profissional
- Em 2012, retornou à disputa do futebol profissional ao participar da Segunda Divisão (considerada a “Terceirona” do Campeonato Mineiro). Avançou até a fase semifinal antes de ser eliminado pelo Minas Futebol.[1]
- Após esse período, voltou à esfera amadora e permanece sem retorno ao futebol profissional até o momento.[1]

## Estádio
O clube manda seus jogos no Estádio Coleto de Paula, localizado na Rua Vinte com Avenida 31, Centro de Ituiutaba, com capacidade para cerca de 7 mil espectadores, após ampliação das arquibancadas em 2005.

## Identidade e cultura
- Conhecido pelo apelido carinhoso de “A Véia”, o clube conserva forte ligação com a identidade local.[2]

## Dados cadastrais e situação atual
- A agremiação está registrada como entidade esportiva com o CNPJ 18.152.652/0001-07, com sede na Rodovia BR-365, nº 2235 (zona do Paranaíba), Ituiutaba, MG.[3]
- Houve divergência quanto à data de abertura do CNPJ, alguns registros indicam 27 de março de 1984 como início das atividades formais.[4]